# خالد بن قيس بن مالك
أبو عبد الرحمن خالد بن قيس بن مالك صحابي بدري من بني بياضة من الخزرج من الأنصار، قيل أنه شهد بيعة العقبة الثانية، كما شهد غزوتي بدر وأحد، وهو أحد الذين كسّروا آلهة بني سلمة. كان له من الولد عبد الرحمن، وكان له عقب، لكنهم انقرضوا.